# Resolutie 164 Veiligheidsraad Verenigde Naties
Resolutie 164 van de Veiligheidsraad van de Verenigde Naties werd met tien tegen nul stemmen aangenomen in de VN-Veiligheidsraad op 22 juli 1961. Frankrijk nam niet deel aan de
stemming.

## Achtergrond
In 1956 werd Tunesië onafhankelijk van Frankrijk. Dit laatste land behield wel troepen in het land, dat hun terugtrekking eiste. In 1961 trokken ze zich verder terug tot in Bizerte. Opnieuw werd een volledige
terugtrekking geëist en meteen werd ook een Algerijns gedeelte van de Sahara opgeëist. De gevechten om die gebieden kostten uiteindelijk het leven aan 800 Tunesiërs.

## Inhoud
De Veiligheidsraad bezag de ernst van de situatie in Tunesië, en wachtte de conclusie van het debat over de kwestie af. Opgeroepen werd tot een onmiddellijk staakt-het-vuren en terugkeer van troepen naar hun beginposities. Besloten werd het debat voort te zetten.
Lijst ·  161 ·  162 ·  163 ·  164 ·  165 ·  166 ·  167 ·  168 ·  169 ·  170